# Storia della Borgogna
Con storia della Borgogna si fa riferimento alle vicende storiche che riguardarono tale regione. L'insediamento della tribù germanica dei Burgundi in quella che oggi è la Svizzera occidentale e la Francia sud-orientale, la prima che ebbe un impatto rilevante sulla Borgogna, avvenne nel corso delle invasioni barbariche del V secolo. A collegare le varie entità statali che si insediarono nella regione si ritrovano spesso numerosi collegamenti culturali, economici e dinastici. A ogni modo, i sovrani medievali, ovvero attivi nel periodo in cui la Borgogna avrebbe potuto aspirare a una maggiore autonomia, non riuscirono mai a diventare sovrani completamente indipendenti, in quanto erano rimasti vassalli del re di Francia per il Ducato di Borgogna, per l'Artois e per le Fiandre, mentre allo stesso tempo erano vassalli dell'Imperatore per la Franca Contea di Borgogna, la Gheldria, l'Hainaut, il Brabante, il Lussemburgo. Oggi, la francese Borgogna-Franca Contea richiama la regione storica nel suo nome.

## Tarda antichità

### Il primo impero dei Burgundi (443–532)

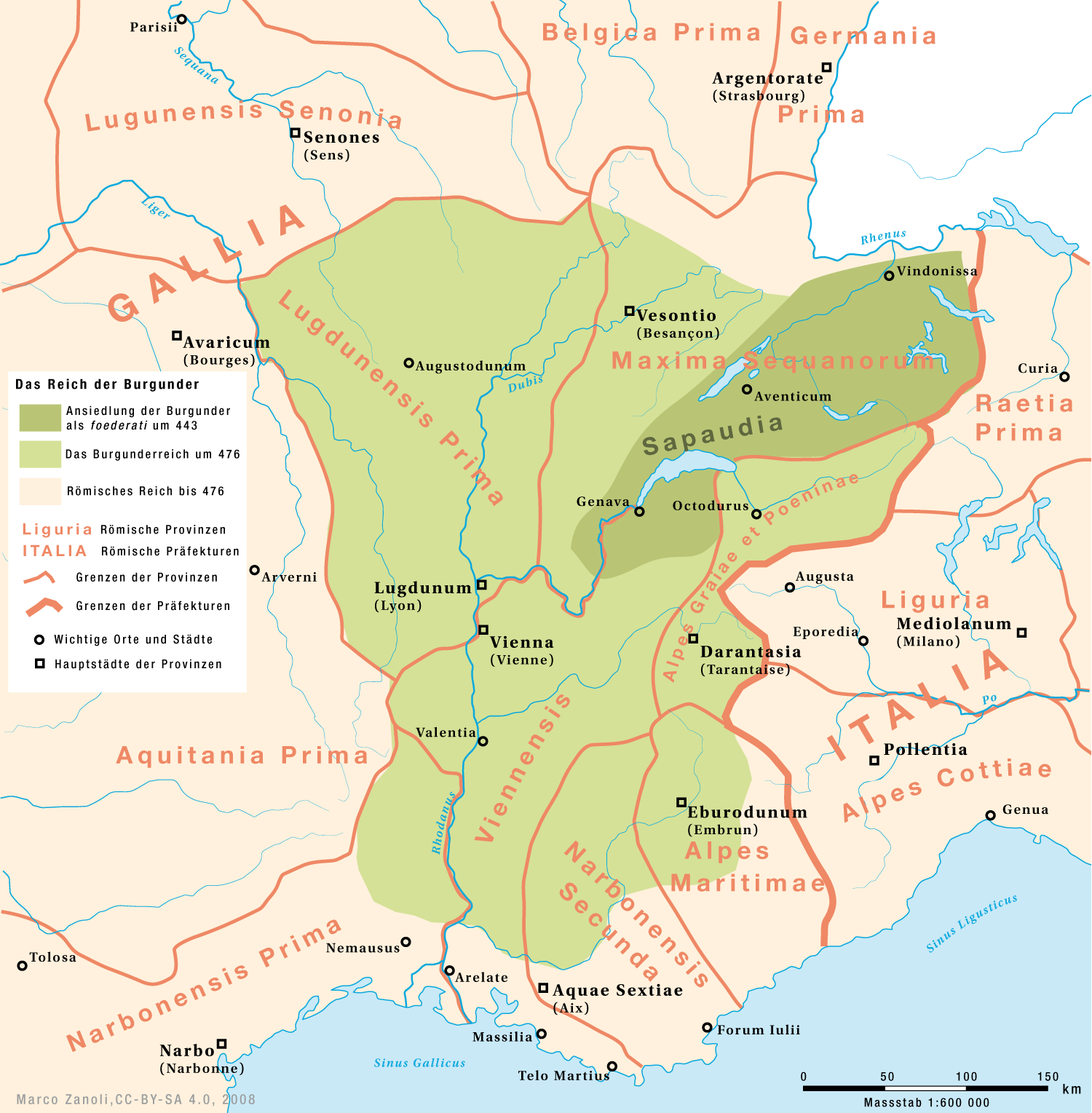
Il regno dei Burgundi tra il 443 e il 476

Il popolo dei Burgundi, affiliato ai tedeschi orientali, giunse nella tarda antichità nella regione del Reno nel corso della invasioni barbariche del V secolo e si insediò grosso modo nella Borgogna venendo riconosciuto nel 413 in qualità di foederatus nell'impero romano. I centri principali risultavano le città di Borbetomagus (Worms) e Noviomagus (Spira). Sebbene la Borgogna venne a malapena toccata dagli attacchi degli Unni nel 436, tale episodio non venne completamente dimenticato: le canzoni degli eroi, in particolare quella dei Nibelunghi, scritte intorno all'inizio del XIII secolo, narravano in maniera sentita gli eventi. Politicamente e per la successiva formazione dell'identità, il primo impero della Borgogna rimase privo di un reale peso effettivo.
Dopo nuovi conflitti e sconfitte riportate contro i romani, il generale dell'esercito romano Flavio Ezio riposizionò i Burgundi intorno al 443 nel distretto militare della Savoia nell'area del lago Lemano, in quella zona che è oggi la Svizzera occidentale. Lì fondarono un regno e vissero di nuovo come federati romani in guarnigioni con il compito di proteggere i passi alpini contro gli Alemanni, insediatisi nel nord, ed essere rapidamente disponibili come truppe ausiliarie contro gli attacchi degli Unni. Essendo i Burgundi in inferiorità numerica rispetto alla popolazione celto-romana locale, lo stato maggiore della tribù germanica andò presto incontro ad un processo di romanizzazione.
Nel corso del V secolo i resti dell'amministrazione romana ancora esistenti furono fusi con quello del Regno dei Burgundi. Intorno al 507, il nome Burgundia fu registrato per la prima volta come nome per la nuova entità. Dopo la caduta dell'impero romano d'Occidente, i Burgundi conquistarono ulteriori aree a nord dell'area di Troyes, a ovest della Loira, a sud di Orange e ad est della dorsale alpina, il Reno e l'Aar. Sebbene questo impero non sia esistito nemmeno un intero secolo, sopravvissero in seguito tracce evidenti nella memoria collettiva dei suoi abitanti.

### La parte francone della Borgogna (534–843)

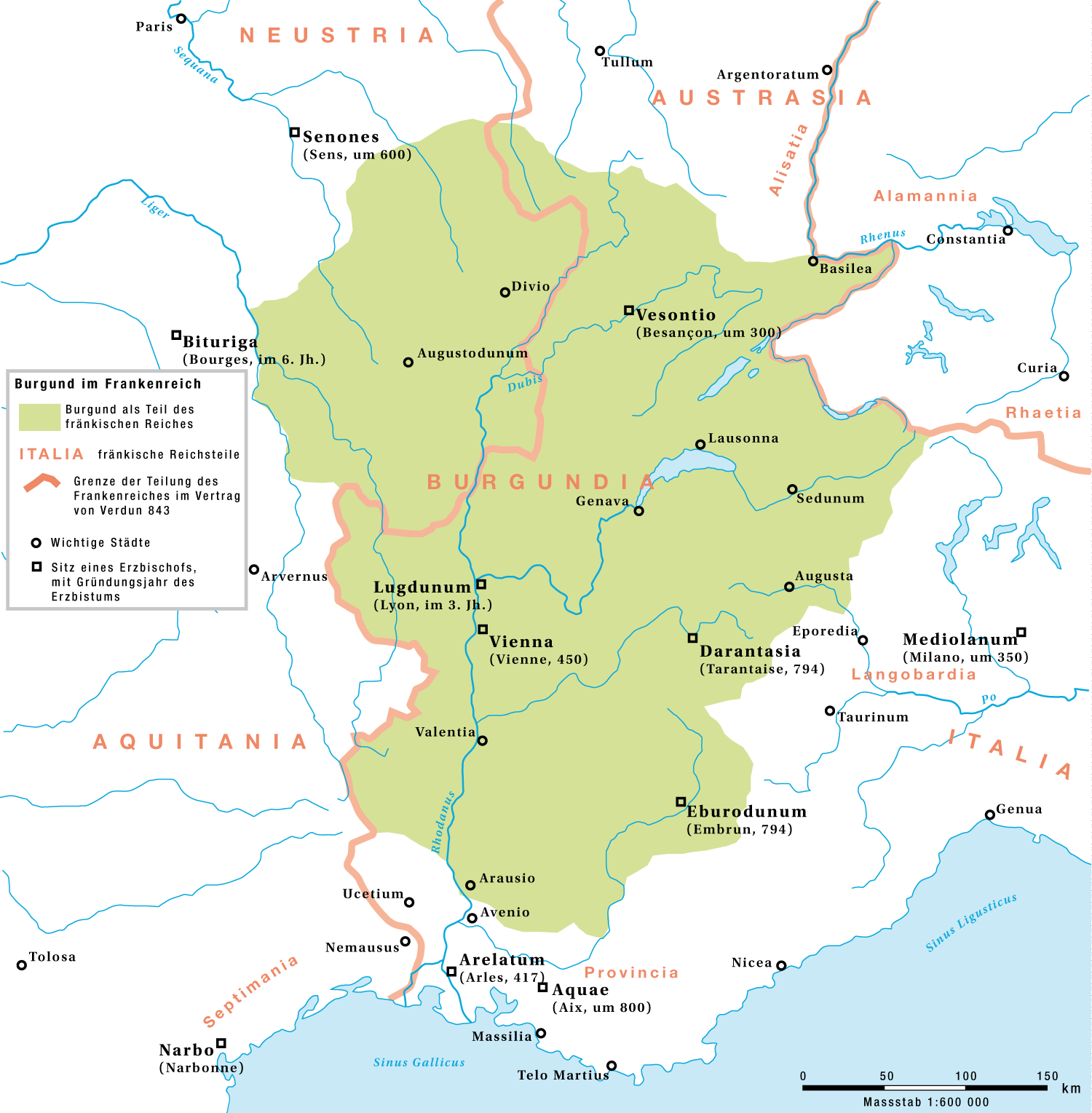
Il regno di Borgogna prima del trattato di Verdun

Intorno all'anno 506, il re burgundo Sigismondo abbracciò la fede cristiana: fece poi giustiziare suo figlio Sigerico per presunto tradimento, atto che suo nonno, il re gotico Teodorico il Grande, considerava alla stregua di dichiarazione di guerra. Avendo intrapreso una simile azione, Sigismondo perse un prezioso alleato contro i vicini, gli ugualmente germanici Franchi, la cui posizione di potere continuava a crescere. Nel 534 questi ultimi, guidati dai figli del Merovingio re Clodoveo, soggiogarono i Burgundi e annessero quanto apparteneva loro prima. Tuttavia, le persone che vivevano lì iniziarono a riferirsi alla zona come Borgogna per ribadire il proprio senso di estraneità nei confronti dei nuovi padroni. Il termine Borgogna appariva associato al paesaggio compreso tra il Giura e il Morvan, l'altopiano di Langres e le Alpi marittime. Nel VI e VII secolo, quando vi era una disputa relativa alla successione, una parte del regno franco si dichiarò per due volte autonoma in Borgogna, ma in entrambi i casi le ribellioni vennero sedate. Una volta giunti al potere i Carolingi, la Borgogna continuò a non essere presente sulle mappe politiche del tempo come potenza indipendente, ma solo come regione geografica. Quando il Regno franco nel trattato di Verdun fu nuovamente diviso, l'unità territoriale della vecchia Burgundia cessò di esistere: le aree a est della Saona caddero sotto la Francia Media, quelle a ovest, che corrispondono più o meno alla regione attuale, andarono all'impero dei Franchi occidentali. Questa demarcazione rimase invariata per un lungo arco di tempo.

## Tra Alto e Basso Medioevo
Alta Borgogna
     Bassa Borgogna
     Ducato di Borgogna di Riccardo il Giustiziere

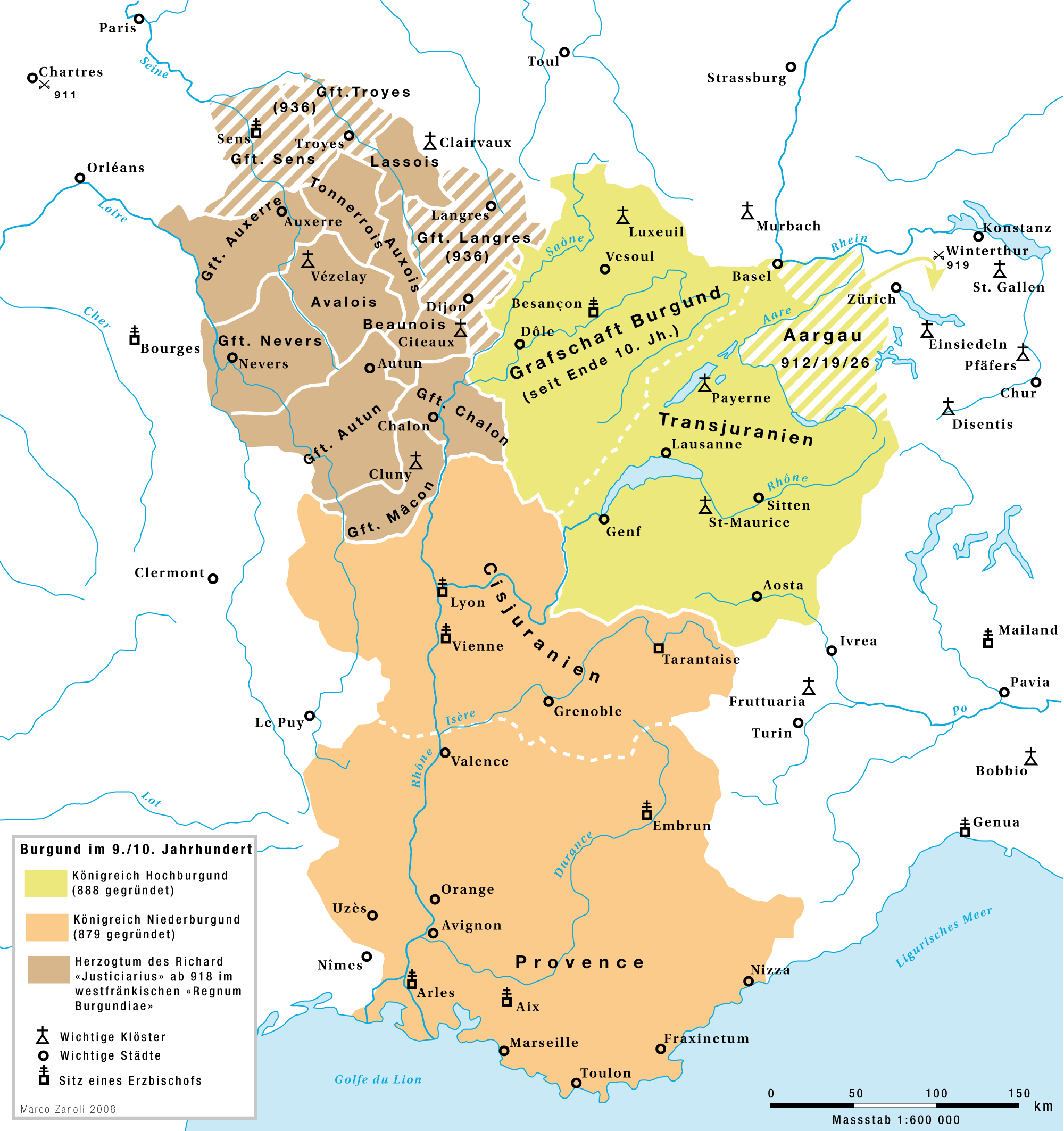
Le tre parti del regno di Borgogna verso il 900 d.C.:
----
Alta Borgogna
Bassa Borgogna
Ducato di Borgogna di Riccardo il Giustiziere

A seguito di ulteriori partizioni e spostamenti di confine (trattato di Prüm, di Meerssen, di Ribemont, acquisizione dell'Italia da parte di Carlo il Calvo dalla Franconia occidentale dopo la sua morte Ludovico II il Giovane), la Borgogna si sciolse dopo la morte di Carlo il Calvo nell'877 in Ducato, Alta e Bassa Borgogna. Dopo la deposizione del re e imperatore della Franconia orientale Bosone I di Provenza nell'887, Carlo il Grosso fu eletto nell'888 dal membro della casata dei Welfen Rodolfo I, re dell'Alta Borgogna: quest'ultima regione rimase in essere fino a quando, nel 1033, andò in eredità al Sacro Romano Impero. Nonostante questo, 2 febbraio dello stesso anno l'imperatore Corrado II il Salico a Payerne lasciò che i suoi seguaci eleggessero e dessero la corona a un re di Borgogna. Da quel momento in poi, il regno rimase formalmente in unione personale con il rispettivo imperatore romano ma a quest'ultimo sottoposto. Nel XIV secolo, il modus operandi posto in essere tempo prima non servì a frenare l'espansionismo francese, in quanto nel 1361 Ginevra e la Savoia vennero scorporate dal Regno di Borgogna e congiunte direttamente nell'Impero, mentre nel 1378 Carlo IV di Lussemburgo rinunciò al vicariato imperiale sul regno di Borgogna, in modo da poter proseguire la propria politica come imperatore del Sacro Romano Impero senza influenze esterne. La regione storica si disintegrò sempre più in contee indipendenti, tra cui la contea di Borgogna, che in seguito divenne il Palatinato e la Franca Contea. Molte di queste aree caddero sotto l'influenza della corona francese o della Franconia occidentale.

## Ducato, Franca Contea e Paesi Bassi (X-XVII secolo)
La parte della Borgogna che rimase sotto il dominio dell'Impero della Franconia occidentale fu inizialmente chiamata Regnum Burgundiae. A nome della regalità carolingia, Riccardo di Borgogna fondò un ducato inizialmente personale nella sua famiglia nel 918. Nel 1016 il re francese Roberto II sconfisse gli eredi del duca Enrico Magno. Nel 1031 il duca di Borgogna Roberto, secondo figlio del re di Francia Roberto II dalla casa dei Capetingi, assegnato come appannaggio. Dal 1031 al 1361 i duchi Capetingi governarono come ramo cadetto della famiglia reale francese nel Ducato di Borgogna e furono la casata più antica del Basso Medioevo della Borgogna. Questi raggiunsero una crescente espansione dei loro domini fino a quando Oddone IV nel 1331, attraverso il suo matrimonio con Giovanna III, dovette riconoscere la sovranità feudale dell'imperatore romano. L'ultimo duca della casata più antica di Borgogna, Filippo I, ottenne con le sue nozze celebrate con Margherita III nel 1357 un'estensione del suo dominio a nord, includendo parti delle Fiandre. Questi fu in grado di porre la "pietra fondamentale" del successivo potere politico-dinastico dei successivi duchi borgognoni, anche se la linea dei duchi capetingi si estinse con lui nel 1361 e inizialmente quell'eredità andò condivisa.
Prima che questa comprensione dinastica della Borgogna si affermasse nel XIV secolo nell'unione del dominio del ducato e del palatinato, questa regione era già cresciuta culturalmente nell'XI e XII secolo e brillava ben oltre i suoi confini con la costruzione di castelli e monasteri. Frarranto, in ambito religioso il monastero benedettino di Cluny fondato nel 910 funse da nucleo pulsante per la riforma cluniacense, la quale plasmò la vita spirituale dell'Europa latina nel periodo che seguì. Nel 1098, l'abbazia di Cîteaux fu fondata vicino a Digione e si sviluppò nel monastero madre dei Cistercensi dopo l'ingresso del Bernardo di Chiaravalle.

### Dominio dei duchi di Valois-Borgogna (1363–1477)
Dal 1363 al 1482 i duchi della Casa di Valois-Borgogna, un ramo cadetto della famiglia reale francese, governarono il dominio della Borgogna e lo portarono alla massima espansione e prosperità economica e culturale nelle aree oggi al confine tra Francia e Germania. Dopo che la dinastia dei Capetingi con Filippo I si estinse nel 1361, il re francese Giovanni il Buono di Valois concesse il ducato come feudo della corona francese nel 1363 al figlio più giovane Filippo l'audace, che fu il capostipite della casa di Borgogna. Nel 1369 sposò la vedova del suo predecessore Margherita III delle Fiandre, figlia del conte Luigi II e, dopo la morte del suocero il 30 gennaio 1384, entrò in possesso del feudo del Sacro Romano Impero appartenente alla Franca Contea di Borgogna e alla Contea parzialmente appartenente alle Fiandre. I duchi di Borgogna diedero vita a un'entità semi-indipendente tra Francia e Sacro Romano Impero con Digione come centro principali, oltre ai Paesi Bassi borgognoni con i centri urbani economicamente prosperi di Gand, Bruges, Ypres e Lovanio. Mentre Digione fungeva da luogo di residenza e di sepoltura dei nobili al potere, le città delle Fiandre permisero in virtù degli introiti che provenivano di rendere i duchi di Borgogna tra i più ricchi d'Europa. Alla ricerca dell'autonomia e contro le elevate richieste fiscali dei duchi per finanziare le loro guerre di conquista e le costose sentenze dei tribunali, scoppiarono numerose rivolte nelle province dei Paesi Bassi borgogni.
Duchi della Casa di Valois-Borgogna furono:

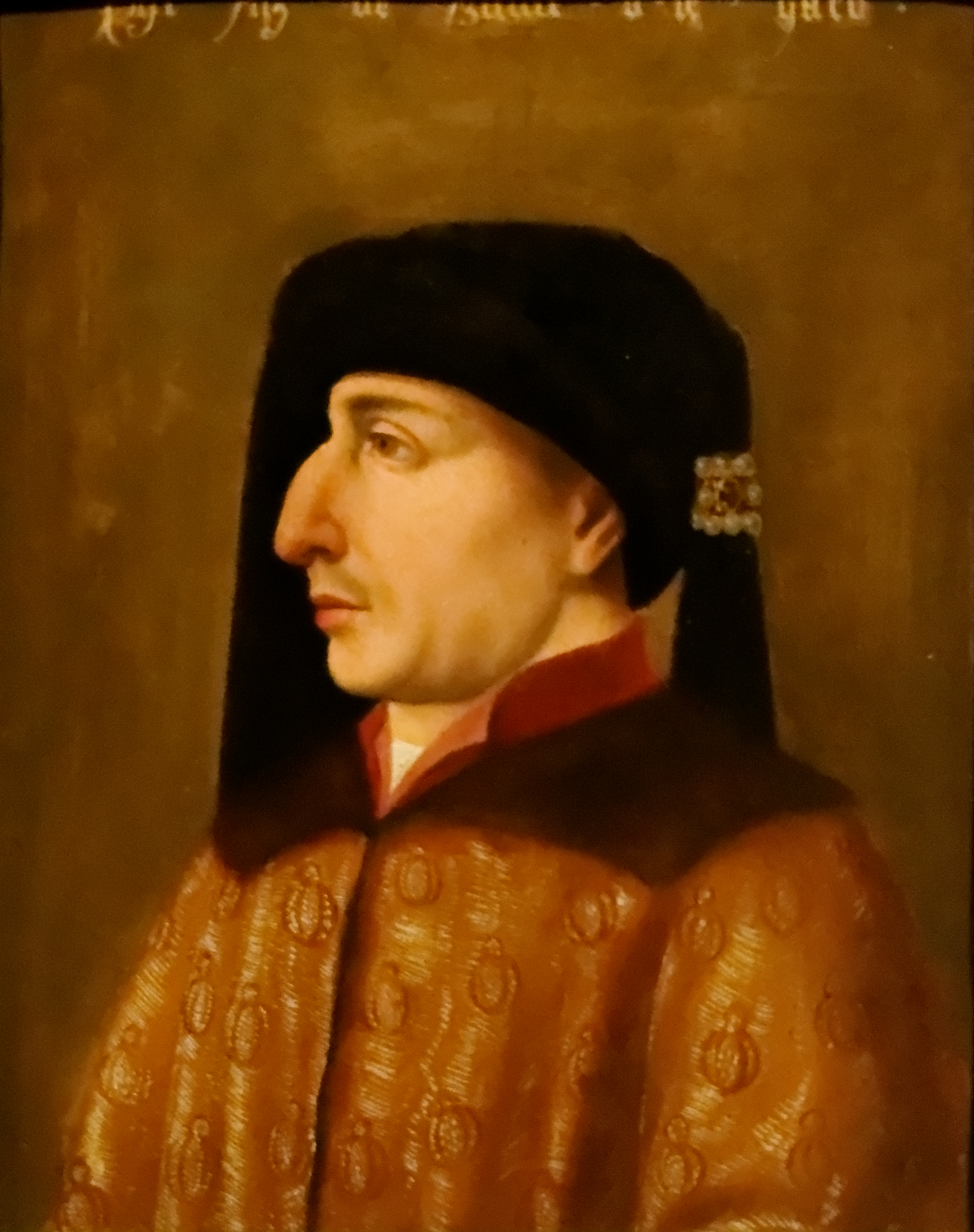
Filippo l'Ardito (1363–1404)
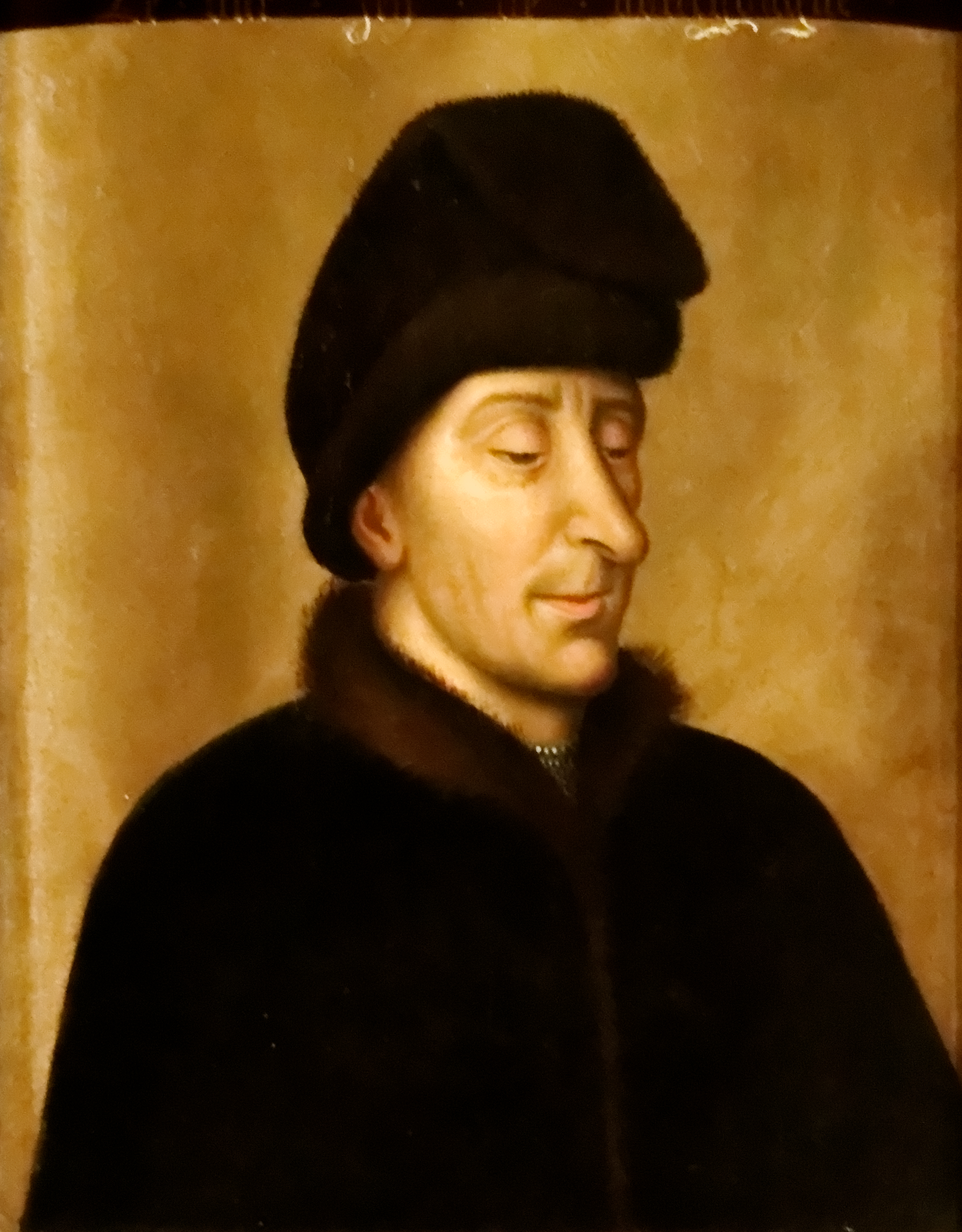
Giovanni senza Paura (1404-1419)
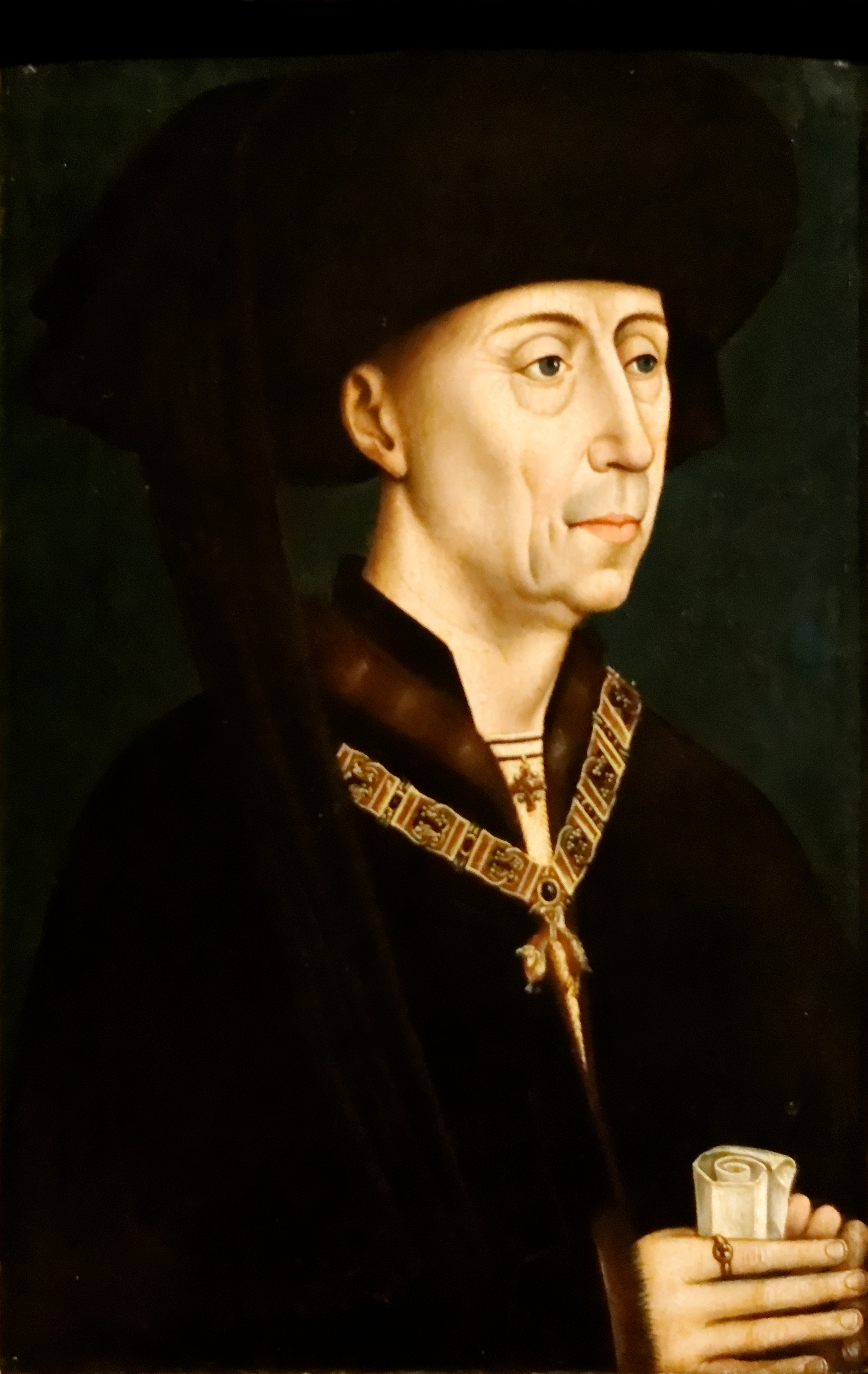
Filippo il Buono (1419–1465)
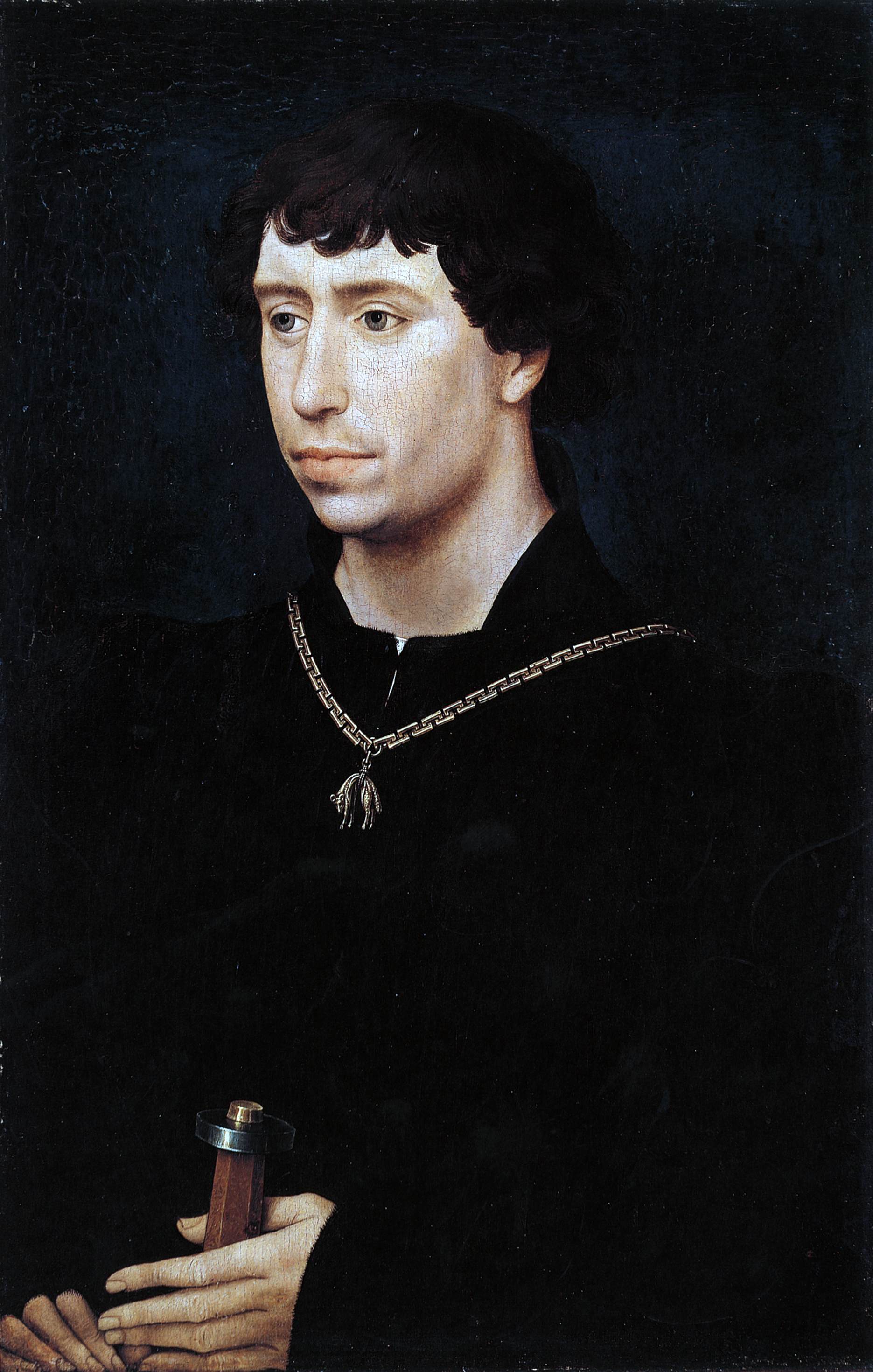
Carlo I (1465–1477)

I duchi Filippo l'Ardito e Giovanni senza Paura erano membri della famiglia reale francese e si consideravano principalmente potenti principi francesi; questi determinarono la politica della Francia durante il regno di  Carlo VI (1380-1422) in misura sensibile. La situazione cambiò sotto i due successivi duchi borgognoni, che si consideravano sovrani di un impero indipendente e la cui immagine di sé trovò espressione nella fondazione dell'Ordine del Toson d'oro come punto di riferimento centrale per una cultura di corte indipendente. Lo storico olandese Johan Huizinga nella sua opera principale Autunno del Medioevo la Borgogna come entità non la tappa iniziale, ma quella finale di un processo di maturazione terminato alla fine del Medioevo.

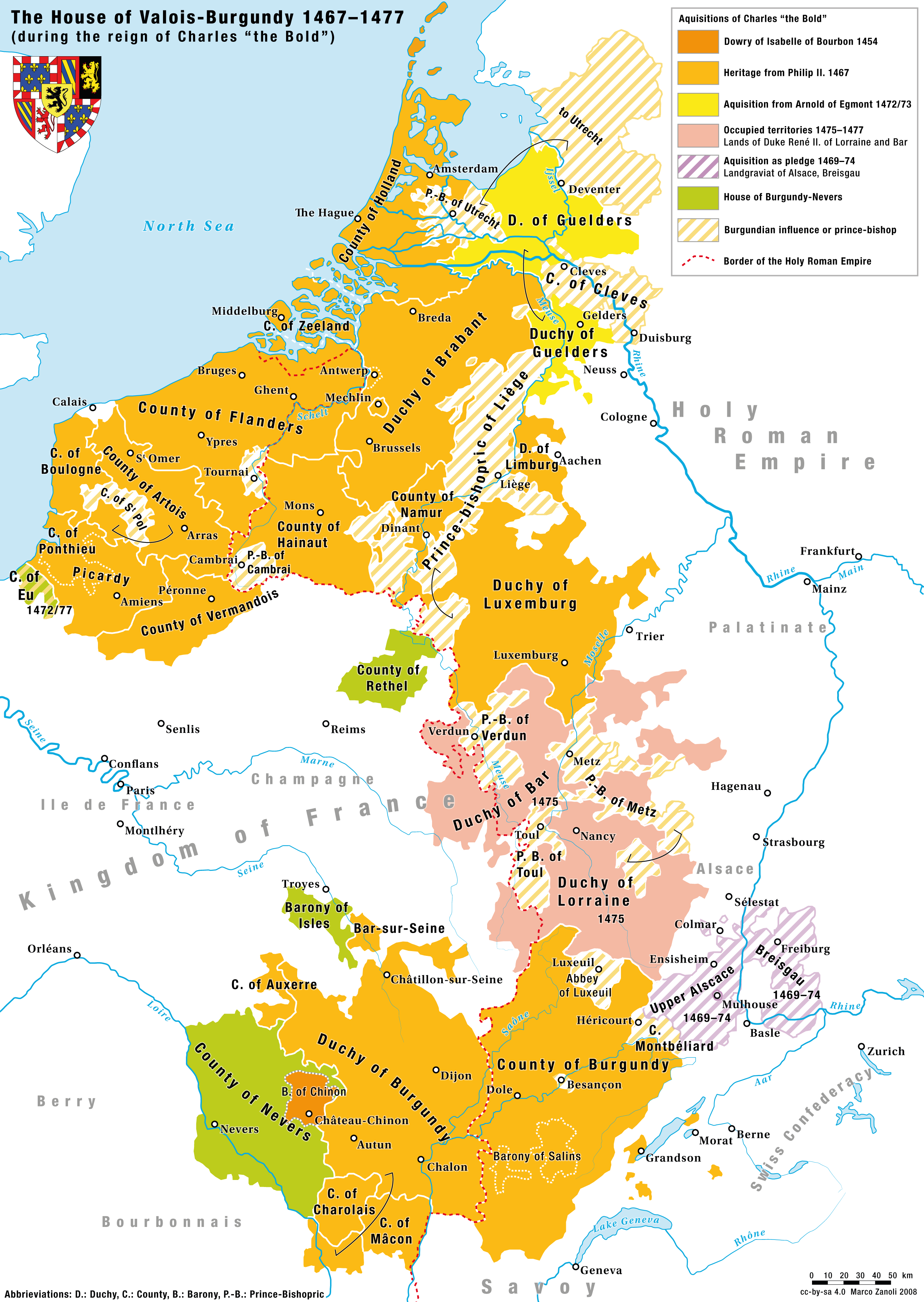
Il Ducato di Borgogna raggiunse de facto lo status di potenza media indipendente in Europa sotto Carlo il Temerario (1465–1477)

Nel corso della guerra dei cent'anni tra Inghilterra e Francia, la Borgogna si interessò alla lotta per il possesso delle Fiandre come centro dell'industria tessile europea: i duchi perseguirono una politica indipendente lavorando a loro vantaggio a volte con uno e talvolta con l'altro partito, ma soprattutto in alleanza con gli inglesi. Mentre Filippo il Buono era riuscito ad arrotondare e consolidare il suo territorio, soprattutto nell'area degli odierni Paesi Bassi, con grande abilità politica e alla fine governava un territorio ricco e potente in cui Bruxelles accrebbe la sua centralità, il suo successore Carlo provò a continuare l'espansione con la forza militare. Nel 1474-1477, la Borgogna intraprese guerre contro la Confederazione Svizzera: nel 1475 lasciò che le sue truppe occupassero il Ducato di Lorena, che separava i possedimenti della Borgogna settentrionale e meridionale. Il 5 gennaio 1477 la Borgogna fu sconfitta nella battaglia di Nancy dai confederati e della Lorena, e il duca stesso fu ucciso nella battaglia.
Dopo la sconfitta di Carlo, gli Stati fecero dipendere il riconoscimento della figlia Maria di Borgogna da concessioni politiche. L'11 febbraio 1477 Maria, in precarie condizioni per via del malcontento degli abitanti, fu costretta a riconoscere il Gran Privilegio, in cui effettuava grandi concessioni ai feudatari, i quali avrebbero avuto voce in capitolo anche nelle dichiarazioni di guerra e pace. La Corte Suprema, il Gran Consiglio di Mechelen e la Corte generale dei conti, in quanto istituzioni legate alla concentrazione del potere ducale, dovettero essere sciolte.

### Borgogna tra l'Impero Asburgico e la Francia (XV - XVII secolo)

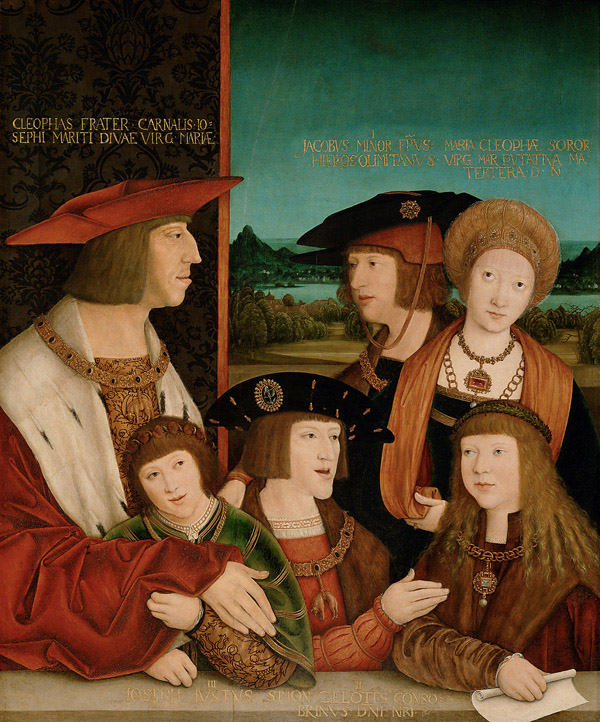
Il ritratto dell'Imperatore Massimiliano e della sua famiglia illustra il rapporto matrimoniale tra Massimiliano d'Asburgo (a sinistra) e Maria di Borgogna (a destra). Illustrazione di Bernard Strigel, dopo il 1515

Il 19 agosto 1477, Maria di Borgogna sposò Massimiliano I d'Asburgo, figlio dell'imperatore Federico III, a cui era stata promessa dal 1475. Questo matrimonio fu il punto di partenza del dominio asburgico sull'eredità borgognona e della secolare opposizione tra Asburgo e Francia. Il re francese Luigi XI dichiarò che il ducato di Borgogna e le contee di Mâcon, Auxerre e Charolais erano di sua appartenenza e si insediò in quei territori.
Nella guerra di successione borgognona (1477–1493), Massimiliano cercò di riconquistare militarmente queste aree: nel 1479 riportò una grande vittoria nella battaglia di Guinegatte, ma aveva bisogno dell'approvazione dei feudatari per un ulteriore finanziamento volto a proseguire la guerra. Questi non solo rifiutarono, ma perseguirono una politica indipendente volta a negoziare una pace con la Francia, suscitando l'ira di Massimiliano. Le Fiandre si rivoltarono contro il duca e dichiararono guerra contro di lui con il sostegno francese.
Quando Maria morì nel 1482, dichiararono duca Filippo il Bello, all'epoca di soli quattro anni. Nel trattato di Arras, sottoscritto il 23 dicembre 1482, su iniziativa dei feudatari, la figlia di due anni di Maria e Massimiliano Margherita d'Asburgo fu promessa in sposa al delfino francese Carlo (più tardi Carlo VIII). Il ducato di Borgogna e altre zone caddero in dote in Francia.
Massimiliano si oppose ed entrò quindi al tempo in conflitto con la Francia e i feudatari: nel 1488 i cittadini di Bruges riuscirono a catturarlo e a tenerlo prigioniero per diversi mesi. Federico III venne in suo aiuto con un contingente imperiale e, di conseguenza, Massimiliano riuscì ad ottenere un maggiore seguito. La guerra con la Francia terminò nel 1493 col trattato di Senlis. Massimiliano recuperò la Franca Contea e l'Artois, ma dovette rinunciare al Ducato di Borgogna, alla Ducato di Rethel e alla Piccardia. Essendo riuscito poi a sottometterle, il grande privilegio fu di fatto annullato.

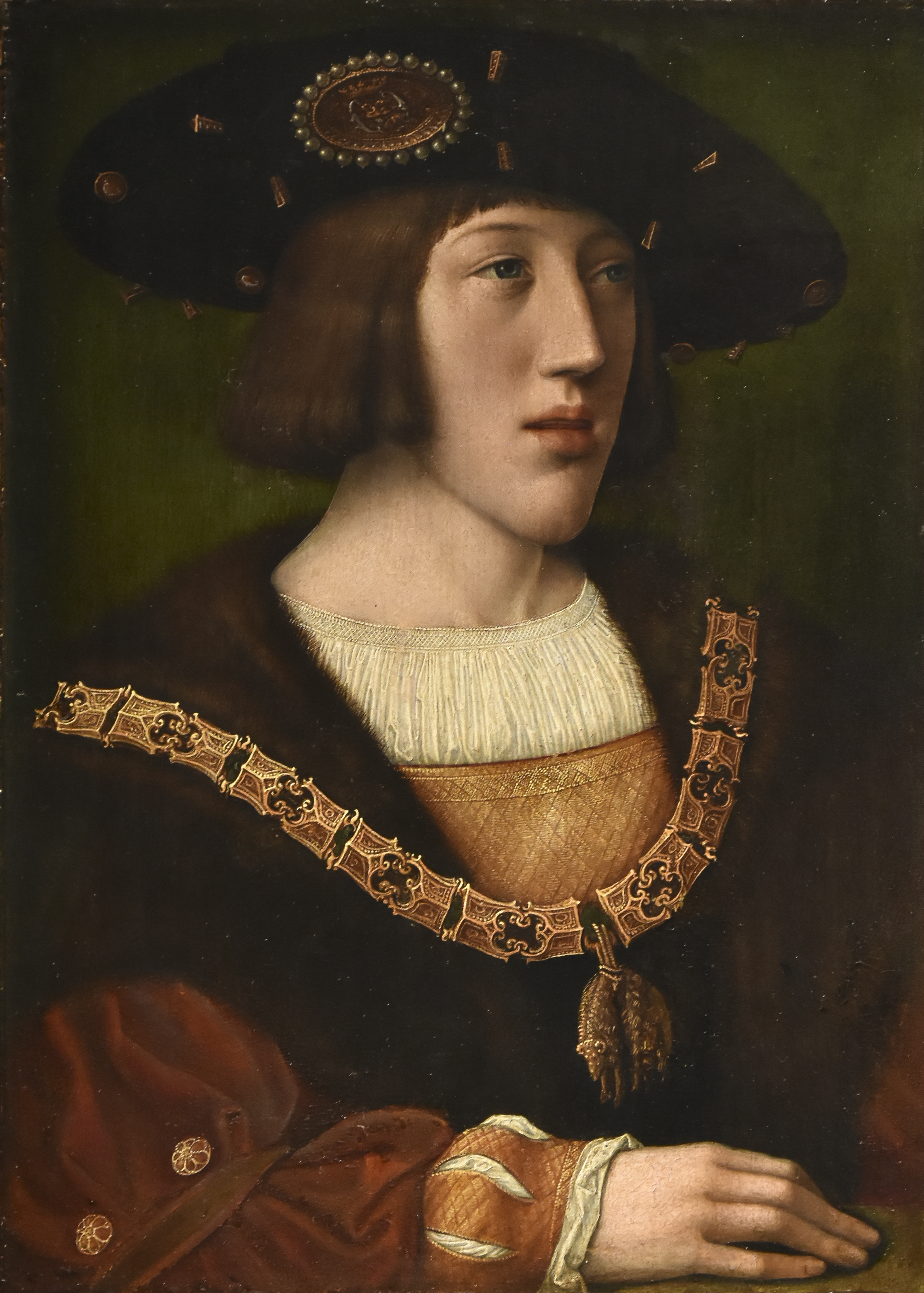
Un giovane Carlo V con l'onorificenza della Borgogna dell'Ordine del Toson d'oro

Filippo il Bello fu dichiarato maggiorenne nel 1494, ma morì tuttavia nel 1506. Erede divenne Carlo V d'Asburgo, anch'egli in tenera età come quando fu nominato il suo predecessore. Il dominio rimase in mano a un consiglio provvisorio, il quale nel 1515 dichiarò prematuramente il duca già maggiorenne. Carlo entrò presto in conflitto con il re di Francia Francesco I, anche perché questo voleva riconquistare il Ducato di Borgogna. Nella pace di Cambrai del 1529, Carlo dovette rinunciare al possesso del Ducato di Borgogna, riuscendo però a mantenere i ricchi Paesi Bassi borgognoni. Francesco I rinunciò anche alla sovranità feudale sulle Fiandre borgognone e sull'Artois. Ciò risolse alcuni punti controversi e permise alla Borgogna, negli anni Trenta del Cinquecento, di non assistere ai conflitti militari tra Carlo e Francesco I, che ebbero luogo principalmente in Italia. La guerra scoppiò di nuovo nel 1542 per il possesso del Ducato di Gheldria e, nel trattato di Crépy, i due governanti raggiunsero di nuovo la pace nel 1544.
I conflitti militari ostacolarono le intenzioni di Carlo di espandere ulteriormente il potere ducale, anche se già nel 1521 trattò la Borgogna nei trattati spartiti con suo fratello Ferdinando I come se fosse un unico territorio nazionale e lo rivendicò per sé e per i suoi discendenti. Dopo la pace di Crepy, Carlo si assicurò la Borgogna con maggiore sicurezza nel trattato di Borgogna dal 1548. In quanto Provincia Borgognona, l'area rimase soggetta a questo in termini di legislazione e giurisdizione.
In politica interna, Carlo continuò la politica di consolidamento del potere del suo predecessore e, nel 1531, il governo fu riorganizzato. Si istituì un Consiglio delle finanze, uno della politica estera e uno degli affari giuridici. Ciò garantì la continuità dell'azione del governo anche in assenza del sovrano o del suo governatore. Per inciso, Carlo, insieme a Margherita d'Austria e Maria d'Ungheria, contavano sulle donne della sua casa come reggenti.
Gli Stati Generali non perseguirono più la politica indipendente intrapresa in passato da Carlo, cercando di preservare i propri diritti, ad esempio nell'approvazione delle tasse. L'eccezione in termini di resistenza attiva alle richieste fiscali ducali si rivelò la città di Gent nel 1536: Maria d'Ungheria, in qualità di governatore, reagì nel 1539 imponendo la rimozione del magistrato locale. Il governo della città nominato fu rovesciato da una rivolta della corporazione. Carlo V intraprese un'azione militare contro il centro urbano, fece costruire una cittadella e reclamò i privilegi.
La Borgogna era uno dei possedimenti più importanti all'interno della sfera d'influenza di Carlo V. La ricchezza del paese contribuì in modo significativo al finanziamento della sua politica di potere. Nel 1549, Carlo assegnò la Borgogna a suo figlio Filippo II, che sarebbe stato il suo successore sul trono di Spagna e risiedette a Bruxelles per alcuni anni. Dopo che Filippo II trasferì il suo centro di potere a Madrid, i Paesi Bassi borgognoni divennero periferici nella sua sfera d'influenza, tanto più che, dopo la separazione dal Ducato storico, "l'elemento borgognone nelle province settentrionali si ritirò presto", così che i Paesi Bassi emergenti rimasero "parte della storia borgognona solo fino alla metà del XVI secolo".
La posizione periferica dei Paesi Bassi nell'impero spagnolo dalla metà del XVI secolo fu una delle ragioni per cui le tenute rinunciarono alla loro fedeltà al sovrano di Madrid. Nella guerra degli ottant'anni, le Province Unite del nord ottennero l'indipendenza dagli Asburgo di Spagna. In virtù della pace di Rastatt, i Paesi Bassi spagnoli, divennero austriaci. L'eredità borgognona degli Asburgo nella loro area di partenza territoriale terminò con la cessione della Franca Contea di Borgogna alla Francia nella guerra d'Olanda del 1678; tuttavia, le tradizioni asburgiche della corte borgognona continuarono, ad esempio trasformando l'ordine del Toson d'oro nell'ordine domestico asburgico.
Dopo la confisca del feudo della corona francese, il vecchio ducato di Borgogna, nel 1477, non subì trasferimenti territoriali durante l'Ancien Régime, ma rimase parte del dominio proprio della corona francese. Pur divenendo parte del domaine royal, rimase autonoma come provincia con un proprio parlamento. I governatori provinciali nominati dalla corona furono in un elenco parziale:
- Georges II de la Trémoille (nominato primo governatore nel 1477)
- Louis de la Trémoille (1506-1525)
- Philippe de Chabot (1526-1543)
- Antonio di Lorena (1543-1544)
- Claudio I di Guisa (1544-1550)
- Cao di Guisa (1570-1595)
- Carlo di Gontaut (1595-1602)
- Roger de Bellegarde (1602–1631)
- Enrico II di Borbone-Condé (1631–1646)
- Luigi II di Borbone-Condé, il Grand Condé (1646-1686)
- Luigi III di Borbone-Condé (1686-1710)
- Luigi IV Enrico di Borbone-Condé (1710-1740)
- Luigi V Giuseppe di Borbone-Condé (1740–1789)

## Età moderna e contemporanea

La Borgogna-Franca Contea come istituita nel 2016 nella Francia odierna

Dopo la Rivoluzione francese nel 1790, la Francia fu divisa in dipartimenti. Sia il Ducato che la Franca Contea di Borgogna furono sciolti come unità politica e rimpiazzati dai dipartimenti che esistono ancora oggi.
Quando la Francia fu divisa in regioni nel 1956, furono formate le regioni della Borgogna (Bourgogne) e della Franche Comté, ciascuna composta da quattro dipartimenti. Nel 1972 le regioni ottennero lo status di Établissement public sotto la direzione di un prefetto regionale; le leggi sul decentramento del 1982 conferirono loro lo status di collettività territoriale, che fino ad allora solo i Comuni e i Dipartimenti avevano posseduto. Da allora, i poteri delle regioni nei confronti del governo centrale di Parigi sono stati gradualmente ampliati: dal 1986 i presidenti del consiglio regionale venivano eletti direttamente.
Il 1º gennaio 2016, la regione della Borgogna fu fusa con la vicina regione della Franca Contea a est, riunendo così le parti occidentali e orientali storicamente e culturalmente strettamente legate dell'area centrale della Borgogna.